# بخش مونرو (شهرستان مدیسون، اوهایو)
بخش مونرو (به انگلیسی: Monroe Township) یک منطقهٔ مسکونی در ایالات متحده آمریکا است که در شهرستان مدیسون، اوهایو واقع شده‌است.
 بخش مونرو ۵۹٫۴ کیلومتر مربع مساحت و ۱٬۷۶۹ نفر جمعیت دارد و ۳۰۳ متر بالاتر از سطح دریا واقع شده‌است.